# Live at the Fillmore East 10/3/70
Live at the Fillmore East 10/3/70 è un album live di Johnny Winter, pubblicato dalla Collectors Choice Records nel 2010. Il disco fu registrato il 3 ottobre del 1970 al Fillmore East di New York City, New York (Stati Uniti).

## Tracce
1. Guess I'll Go Away – 4:39 (Johnny Winter)
2. Good Morning Little School Girl – 4:37 (Don Level, Bob Love)
3. Rock and Roll Hoochie Koo – 4:47 (Rick Derringer)
4. It's My Own Fault – 22:24 (Riley King, Jules Taub)
5. Highway 61 Revisited – 7:31 (Bob Dylan)
6. Mean Town Blues – 18:07 (Johnny Winter)
7. Rollin' and Tumblin' – 4:30 (McKinley Morganfield)

## Musicisti
- Johnny Winter - chitarra, voce
- Rick Derringer - chitarra, voce
- Randy Jo Hobbs - basso, voce
- Bobby Caldwell - batteria, percussioni